# ヒダントインラセマーゼ
ヒダントインラセマーゼ (Hydantoin racemase、EC 5.1.99.5) は、以下の化学反応を触媒する酵素である。
D-5-一置換ヒダントイン {\displaystyle \rightleftharpoons } L-5-一置換ヒダントイン
この酵素は、異性化酵素、特にその他の物質に作用するラセマーゼ及びエピメラーゼに分類される。系統名は、D-5-一置換ヒダントインラセマーゼ (D-5-monosubstituted-hydantoin racemase) である。他に、5'-monosubstituted-hydantoin racemase、HyuA、HyuE等とも呼ばれる。
この酵素は「ヒダントイナーゼプロセス」(hydantoinase process) として知られるカスケード反応の一部をなす。